# FOSL1
FOSL1 (англ. FOS like 1, AP-1 transcription factor subunit) – білок, який кодується однойменним геном, розташованим у людей на короткому плечі 11-ї хромосоми. Довжина поліпептидного ланцюга білка становить 271 амінокислот, а молекулярна маса — 29 413.
| 10         |  | 20         |  | 30         |  | 40         |  | 50         |
| ---------- |  | ---------- |  | ---------- |  | ---------- |  | ---------- |
| MFRDFGEPGP |  | SSGNGGGYGG |  | PAQPPAAAQA |  | AQQKFHLVPS |  | INTMSGSQEL |
| QWMVQPHFLG |  | PSSYPRPLTY |  | PQYSPPQPRP |  | GVIRALGPPP |  | GVRRRPCEQI |
| SPEEEERRRV |  | RRERNKLAAA |  | KCRNRRKELT |  | DFLQAETDKL |  | EDEKSGLQRE |
| IEELQKQKER |  | LELVLEAHRP |  | ICKIPEGAKE |  | GDTGSTSGTS |  | SPPAPCRPVP |
| CISLSPGPVL |  | EPEALHTPTL |  | MTTPSLTPFT |  | PSLVFTYPST |  | PEPCASAHRK |
| SSSSSGDPSS |  | DPLGSPTLLA |  | L          |  |            |  |            |

A: Аланін

C: Цистеїн

D: Аспарагінова кислота

E: Глутамінова кислота

F: Фенілаланін

G: Гліцин

H: Гістидин

I: Ізолейцин

K: Лізин

L: Лейцин

M: Метіонін

N: Аспарагін

P: Пролін

Q: Глутамін

R: Аргінін

S: Серин

T: Треонін

V: Валін

W: Триптофан

Кодований геном білок за функцією належить до фосфопротеїнів. 
Задіяний у такому біологічному процесі, як альтернативний сплайсинг. 
Білок має сайт для зв'язування з ДНК. 
Локалізований у ядрі.